# ديفيد بلانكيت
ديفيد بلنكيت، البارون بلنكيت، عضو المجلس الخاص (وُلد في 6 حزيران 1947) هو سياسي بريطاني شغل منصب وزير الدولة للتعليم والتوظيف من عام 1997 حتى عام 2001، ووزير الداخلية من عام 2001 حتى عام 2004، ووزير الدولة للعمل والمعاشات في عام 2005. وهو عضو في حزب العمّال، وقد شغل منصب عضو البرلمان عن دائرة شيفيلد برايتسايد وهيلزبره (سابقاً شيفيلد برايتسايد) من عام 1987 حتى عام 2015، وتم تعيينه في مجلس اللوردات كعضو مدى الحياة في عام 2015.
عقب الانتخابات العامة سنة 2001، تم ترقيته إلى منصب وزير الداخلية، وهو المنصب الذي شغله حتى عام 2004، عندما استقال عقب الضجة الإعلامية المتعلقة بحياته الشخصية. بعد الانتخابات العامة سنة 2005، عُيّن وزير الدولة للعمل والمعاشات، لكنه استقال من هذا المنصب في وقت لاحق من ذلك العام بعد تغطية إعلامية تتعلق بمصالح تجارية خارجية خلال الفترة التي لم يكن يشغل فيها منصباً وزارياً. وفي رسالة بتاريخ 25 تشرين الثاني 2005، برّأه أمين مجلس الوزراء غاس أودونيل من أي مخالفات.
في 20 حزيران 2014، أعلن بلنكيت لحزبه المحلي في دائرته الانتخابية أنه سيتنحى عن مجلس العموم في الانتخابات العامة القادمة في أيّار 2015. وعلّق رئيس تحرير مجلة ذا سبكتيتور المحافظة، فرايزر نيلسون، قائلاً: "لم يكن يوماً غير مستعد، ولم يُظهر أي علامة على إعاقته... لقد كان أحد أفضل نواب حزب العمّال – وأحد القلائل في البرلمان الذين يمكنني وصف حياتهم بأنها مُلهمة".
وفي 11 آذار 2015، ورداً على سؤال من بلنكيت، قال رئيس الوزراء ديفيد كاميرون: "كعضو جديد في البرلمان، لن أنسى قدومي إلى هذا المكان في عام 2001، وفي ضوء الهجمات الإرهابية المروعة التي وقعت في أنحاء العالم، ورؤية القيادة القوية التي قدمها في ما يتعلق بأهمية الحفاظ على أمان بلدنا. إنه سياسي استثنائي، ورجل استثنائي".
في أيّار 2015، قبِل منصب أستاذ في مجال السياسة التطبيقية في جامعة شفيلد (وفي عام 2014، تمت دعوته ليصبح زميلاً في الأكاديمية للعلوم الاجتماعية)، وفي حزيران 2015 وافق على أن يصبح رئيساً لمجلس إدارة جامعة القانون. بالإضافة إلى عمله الآخر مع المؤسسات الخيرية، شغل أيضاً منصب رئيس مجلس أمناء مؤسسة ديفيد روس للأكاديميات المتعددة من حزيران 2015 حتى كانون الثاني 2017. وهو الرئيس الفخري لجمعية تعليم المواطنة.
في آب 2015، مُنح لقب النبل مدى الحياة ضمن تكريمات الحلّ البرلماني لعام 2015. وتم منحه لقب البارون بلنكيت، من برايتسايد وهيلزبره في مدينة شيفيلد، في 28 أيلول.
قال الأستاذ روبرت د. بوتنام، أستاذ السياسات العامة بيتر وإيزابيل مالكين في جامعة هارفرد، في ندوة إلكترونية في شباط 2021 أثناء حديثه عن فترة بلنكيت في وزارة الداخلية: "لقد كان في ذلك الوقت، الأوسع رؤيةً بين دعاة المجتمع المشترك على جانبي الأطلسي ممّن التقيت بهم. أمضينا ساعات في مكتبه – في مكتبه بوزارة الداخلية – نتحدث عما يمكننا فعله... لجمع الناس معاً، حتى في مواجهة الأزمات التي كان يراها قبل أي شخص آخر في النخبة السياسية البريطانية... ديفيد هو كنز وطني في المملكة المتحدة".

## السنوات المبكرة
وُلد بلنكيت في 6 حزيران 1947 في مستشفى جيسوب في شيفيلد، ويست رايدينغ أوف يوركشير، وكان يعاني من أعصاب بصرية غير مكتملة النمو بسبب اضطراب وراثي نادر. نشأ في عائلة فقيرة؛ وفي عام 1959، واجه مأساة عائلية عندما تعرّض والده لإصابة خطيرة في حادث صناعي: إذ سقط في حوض ماء يغلي أثناء عمله كرئيس عمّال في مجلس غاز إيست ميدلاندز، وتوفي بعد شهر. وقد تركت هذه الحادثة العائلة المتبقية في فقر شديد، خصوصاً بعدما رفض المجلس دفع تعويضات لمدة عامين بسبب تجاوز والده سن التقاعد، إذ توفي عن عمر 67 عاماً.
تلقى بلنكيت تعليمه في مدارس للمكفوفين في شيفيلد وشروزبري. التحق بالكلية الوطنية الملكية للمكفوفين. ويبدو أنه أُبلغ في المدرسة أن أحد خياراته القليلة في الحياة هو أن يعمل كمشغّل مخرطة. ومع ذلك، حصل على مقعد في جامعة شيفيلد، حيث نال شهادة بكالوريوس الشرف في النظرية السياسية والمؤسسات؛ وكان أحد أساتذته برنارد كريك. دخل السياسة المحلية بعد تخرجه، بينما كان يحصل على شهادة دراسات عليا في التعليم من كلية هولي بانك للتربية في هادرسفيلد (التي أصبحت الآن جزءاً من جامعة هادرسفيلد). أمضى ما مجموعه ست سنوات في حضور دروس مسائية ودروس خلال أيام العمل للحصول على المؤهلات اللازمة لدخول الجامعة. عمل ككاتب طابعة بين عامي 1967 و1969، وكأستاذ محاضر في العلاقات الصناعية والسياسة بين عامي 1973 و1981.
بحلول عام 1970، كان بلنكيت واعظاً محلياً في الكنيسة الميثودية في كنيسة ساوثي ضمن الدائرة الميثودية لشمال شيفيلد. وقال لمجلة الميثوديست ريكوردر: "سياستي تنبع مباشرة من ديني. كمسيحي، أرى نفسي اشتراكياً؛ لست تماماً مثل دونالد سوبر، لكني أميل إلى ذلك الاتجاه".
في عام 1970، خُطِب لروث ميتشل وتزوجا في تموز من ذلك العام.

## الحكومة المحلية
في عام 1970، وفي عمر 22 عاماً، أصبح بلنكيت أصغر عضو مجلس بلدي في تاريخ مجلس مدينة شيفيلد وفي بريطانيا، وتم انتخابه أثناء دراسته كمواطن راشد. تم انتخابه في اليوم ذاته الذي تم فيه انتخاب زميله في حزب العمّال بيل ميتشي، الذي سيصبح، مثل بلنكيت، نائباً في البرلمان عن شيفيلد. خدم بلنكيت في مجلس مدينة شيفيلد من عام 1970 حتى 1988، وكان زعيماً له بين عامي 1980 و1987. كما خدم في مجلس مقاطعة جنوب يوركشير من عام 1973 حتى 1977. وكانت تلك فترة تدهور لصناعة الصلب في شيفيلد. وكان بلنكيت وميتشي من بين ما وصفته الصحفية السياسية جوليا لانغدون بأنه "مجموعة نشطة من نشطاء حزب العمّال الشباب الذين برزوا في شيفيلد في السبعينيات، والعديد منهم انتقل إلى وستمنستر".
أطلق النائب المحافظ عن شيفيلد هالام، إيرفين باتنيك، عبارة "جمهورية جنوب يوركشير الاشتراكية" لوصف سياسة الحكم المحلي اليسارية. ورغم أن العبارة كانت تهدف إلى انتقاد السياسات الراديكالية التي ينتهجها أعضاء مجلس حزب العمّال في المنطقة، فإن لانغدون تلاحظ أن أولئك الذين استهدفتهم العبارة كانوا يتبنونها بسعادة.
دعم مجلس مدينة شيفيلد اتحاد عمّال المناجم الوطني في إضرابهم بين عامي 1984 و1985، واعتبر شيفيلد "منطقة خالية من الأسلحة النووية"، وأنشأ فريق عمل ضد الفصل العنصري. أصبح بلنكيت معروفاً بكونه زعيم أحد المجالس اليسارية التابعة لحزب العمّال، التي وُصفت أحياناً على نحو سلبي بـ"اليسار المجنون". وكان بلنكيت أحد الوجوه البارزة في احتجاج تحديد معدلات الإنفاق عام 1985، والذي شهد رفض عدد من مجالس حزب العمّال إعداد ميزانية احتجاجاً على صلاحيات الحكومة في تقييد إنفاقهم. وقد بنى قاعدة دعم داخل حزب العمّال خلال فترة قيادته للمجلس في الثمانينيات، وانتُخب عضواً في اللجنة التنفيذية الوطنية لحزب العمّال.

## المسيرة البرلمانية
بعد أن خسر في انتخابات شيفيلد هالام في شباط 1974، تم انتخاب بلنكيت كعضو في البرلمان عن شيفيلد برايتسايد في الانتخابات العامة عام 1987 بأغلبية كبيرة في دائرة آمنة لحزب العمّال. أصبح ناطقاً باسم الحزب في شؤون الحكم المحلي، وانضم إلى حكومة الظل في عام 1992 كوزير صحة في حكومة الظل، ثم أصبح وزير التعليم في حكومة الظل عام 1994.

### وزير التعليم والتوظيف
عقب فوز حزب العمّال الساحق في الانتخابات العامة عام 1997، أصبح وزير الدولة للتعليم والتوظيف، ليصبح بذلك أول وزير أعمى في حكومة بريطانية (كان هنري فوسيت، زوج الناشطة في حقوق المرأة ميليسنت فوسيت، عضواً في المجلس الخاص، الذي يُعد اللجنة التنفيذية لمجلس الوزراء، قبل أكثر من قرن). وكان لمنصب وزير التعليم دور أساسي في حكومة كان رئيس وزرائها قد وصف أولوياته في عام 1996 بـ"التعليم، التعليم، التعليم"، وقد التزمت بتقليص عدد التلاميذ في الصفوف الدراسية.
بصفته وزير الدولة، شرع بلنكيت في إصلاحات جذرية، مستعداً لمواجهة نقابات المعلّمين، وعازماً على ضمان المعايير الأساسية في القراءة والكتابة والحساب. وقد كوفئ بتمويل إضافي لتقليص حجم الصفوف، ولا سيما من خلال إلغاء برنامج الأماكن المدعومة. وكان أحد الركائز الأساسية في عمل بلنكيت كوزير للتعليم هو إدخال برنامج "البداية الأكيدة" (Sure Start)، وهو برنامج حكومي يقدم خدمات للأطفال في سن ما قبل المدرسة ولأسرهم. يعمل البرنامج على دمج التعليم المبكر، ورعاية الأطفال، والصحة، والدعم الأسري. وفي عام 2011، بدأت الحكومة عملياً بإلغاء برنامج "البداية الأكيدة" من خلال إلغاء التخصيص الإجباري للتمويل المخصص له وتقليص الموارد المالية المتاحة له بشكل كبير.
عقب تقرير ديرينغ حول التعليم العالي، قدم بلنكيت "قانون التعليم والتدريس العالي 1998" في 26 تشرين الثاني 1997، والذي أُدخلت بموجبه رسوم التعليم الجامعي. كما قاد توسعاً هائلاً في مجال التعليم العالي. وقدّم استثمارات ضخمة في الجامعات في المملكة المتحدة، وأظهرت دراسة نُشرت في عام 2011 أن الجامعات كانت في ذلك الحين تُدرّس عدداً من الطلاب يفوق الربع مقارنةً بالسابق، وتحقق ضعف الدخل.
خلال شغله لهذا المنصب، أطلق بلنكيت مجالس التعليم والمهارات، وأنشأ "مركز التوظيف بلس"، وتولّى مسؤولية لجنة تكافؤ الفرص، بالإضافة إلى تأسيس لجنة حقوق الأشخاص ذوي الإعاقة (وعندما أصبح وزيراً للداخلية، تولّى أيضاً مسؤولية "لجنة المساواة العرقية"؛ وقد دُمجت جميع هذه الهيئات لاحقاً في "لجنة المساواة وحقوق الإنسان").
في عام 1999، اقترح بلنكيت أن يكون تعليم الجنس "مناسباً للعمر"، وقد نُقل عنه القول إن الطفولة، "عصر البراءة"، لا ينبغي أن تُشوّه بتعليم جنسي "صريح". وفي عام 2000، وبينما كان يحاول تهدئة المعارضة لإلغاء البند 28 من "قانون الحكم المحلي لعام 1988"، أصدر إرشادات حول أهمية "القيم الأسرية" في تعليم الأطفال مادة التربية الجنسية.
أدخل بلنكيت مادة "التربية على المواطنة" في المدارس عام 1999، موضحاً: "نريد أن نضمن وجود أساس من المعرفة التقليدية يكون متاحاً لجميع الأطفال". وتوفّر التربية على المواطنة للطلبة المعرفة والمهارات والفهم اللازم ليصبحوا مواطنين واعين بحقوقهم وواجباتهم ومسؤولياتهم.

### وزير الداخلية
في بداية الولاية الثانية لحكومة حزب العمّال عام 2001، تمت ترقية بلنكيت إلى منصب وزير الداخلية، محقّقاً بذلك طموحاً شخصياً له. وقد رأى بعض المراقبين فيه منافساً للمستشار المالي جوردون براون في خلافة توني بلير في رئاسة الوزراء.
واجه بلنكيت مباشرةً تقريباً هجمات 11 أيلول على الولايات المتحدة. فقام بإدخال تدابير جديدة لمكافحة الإرهاب، شملت الاحتجاز دون محاكمة لرعايا أجانب مشتبَه بهم لا يمكن تسليمهم أو ترحيلهم. وقد أثار ذلك تمرداً في صفوف النواب من حزب العمّال ومعارضة شديدة في مجلس اللوردات؛ فقام بلنكيت بتقديم تنازلات تتعلق بتحريض الكراهية الدينية (وقد نُفذت لاحقاً على يد خلفه) وإدخال "بند انقضاء الصلاحية". كما أجاز لوكالة الاستخبارات الداخلية البدء في جمع بيانات اتصالات هاتفية شاملة حول الأرقام التي تتصل ببعضها، استناداً إلى صلاحية عامة أُدخلت بموجب "قانون الاتصالات لعام 1984".
بصفته وزيراً للداخلية، لم يتردد بلنكيت في مواجهة القضاء والشرطة، مقدّماً مقترحات لإنشاء دوريات مدنية مجتمعية وتعديلات على رواتب وشروط عمل ضباط الشرطة. وقد تظاهر أكثر من 7,000 شرطي خارج البرلمان في عام 2002.
خلال ولايته في المنصب، تم عكس الارتفاع الكبير في طلبات اللجوء، وأُغلق مخيم سانغات للاجئين على الأراضي الفرنسية، وانخفض عدد اللاجئين من 110,000 إلى أقل من 30,000 لاحقاً. ومع إضافة 15,000 شرطي و6,500 موظف دعم مجتمعي بحلول عام 2004، بلغ معدل الجريمة أدنى مستوى له، بانخفاض تجاوز 40% مقارنة بعشر سنوات سابقة.
كان أحد المواضيع المثيرة للجدل في عهد بلنكيت هو الحريات المدنية، وقد وصف الليبرالية المدنية بأنها "خيال ساذج". وكوزير للتعليم، كان قد أعرب مراراً عن نيته، في حال أصبح وزيراً للداخلية، أن يجعل جاك سترو – الذي وُجهت له انتقادات بسبب تشدّده – يبدو ليبرالياً أكثر من اللازم مقارنةً به. وفي عام 2006، زعم مارتن ناري، المدير العام السابق لمصلحة السجون، أن بلنكيت أخبره ذات مرة باستخدام الجيش والمدافع الرشاشة لمواجهة السجناء المشاغبين. وقد أنكر بلنكيت هذه الادعاءات.
أجرى بلنكيت في عام 2002 إصلاحاً جذرياً على قوانين الجرائم الجنسية "العصر الفكتوري"، إذ حدّث قوانين الجرائم الجنسية المتعلقة بالعلاقات المثلية وغيرها من القضايا المشابهة من خلال إزالة القوانين القديمة التي تحكم المثلية الجنسية، مع تشديد الحماية ضد المغتصبين ومتحرشي الأطفال وغيرهم من مرتكبي الجرائم الجنسية. وقد أغلق القانون ثغرة قانونية كانت تتيح للمُتهمين باغتصاب أطفال الإفلات من العقاب بحجة أن الفعل كان برضى الطرفين، كما أدخل جريمة جديدة تتعلق بالنشاط الجنسي للبالغين مع الأطفال – والتي تشمل أي فعل جنسي يحدث بين بالغ وطفل دون سن 16 – وقد حظي بدعم جميع الأحزاب السياسية الكبرى في المملكة المتحدة.
في عام 2004، تبيّن أن بلنكيت وجّه موظفي وزارة الداخلية إلى مراقبة نتائج "مرصد الهجرة في المملكة المتحدة" بشكل دقيق والعمل على التصدي لها، بما في ذلك التلاعب بتوقيت إصدار الإحصاءات لتجنّب الانتقادات من قِبل هذه الجماعة الضاغطة.
استقال بلنكيت من منصبه كوزير للداخلية في 15 كانون الأول 2004، في ظل مزاعم بأنه ساعد على تسريع تجديد تصريح عمل لمربية صديقة سابقة له.
في عام 2005، وجّه بلنكيت شكره للجالية اليهودية على "دعمها الاستثنائي" عندما "ساءت الأمور" في حياته الشخصية والمهنية، وقال: "لن أخذلكم. أشعر بامتنان عميق عندما يرحب بي أصدقاء من الجالية اليهودية. أشعر وكأنني واحد من العائلة." ورغم أنه وُلد بروتستانتياً ميثودياً، فإن ابنه من كيمبرلي كوين التحق بروضة أطفال يهودية، إذ إن كوين تنحدر من أصول يهودية. وفي عام 2005، مُنح دكتوراه فخرية من جامعة حيفا. وهو عضو في "أصدقاء حزب العمّال مع إسرائيل".
الادعاءات التي وُجهت ضده في تشرين الثاني 2004 كانت جزءاً من صراع علني مرير جرى في محكمة الأسرة، يتعلق بأوامر التواصل والمسؤولية محل النزاع. وقد ظهرت تفاصيل دقيقة حول الظروف والأحداث التي أدت إلى استقالته خلال محاكمة التنصت على الهواتف بين عامي 2013 و2014. ففي 24 حزيران 2014، أُدين آندي كولسون، رئيس تحرير صحيفة "نيوز أوف ذا وورلد" السابق ورئيس الاتصالات لدى ديفيد كاميرون، بتهمة التآمر لاعتراض الرسائل الصوتية. وكان لشهادة بلنكيت التفصيلية دور جوهري في إدانة آندي كولسون، انطلاقاً من المقابلة التي أجراها معه بلنكيت في آب 2004، قبيل نشر خبر عن حياته الخاصة على الصفحة الأولى في "نيوز أوف ذا وورلد".
أحد جوانب التعديلات في نظام العدالة الجنائية التي عبّر بلنكيت لاحقاً عن ندمه الكبير بشأنها هو إدخال "عقوبة السجن للحماية العامة" ضمن "قانون العدالة الجنائية لعام 2003". وقد أدّت هذه العقوبة إلى سَجن أفراد لديهم سوابق متكررة ولكن غالباً ما كانت بسيطة، من دون القدرة على الإفراج عنهم عبر مجلس الإفراج المشروط، ما أدى إلى سجنهم لفترات أطول بكثير مما كان متوقّعاً. وفي عام 2012، اعتبرت المحكمة الأوروبية لحقوق الإنسان هذه العقوبات غير قانونية بالنسبة للمدانين الجدد، ولكن دون أثر رجعي، ما ترك نحو 3,000 سجين خاضعين لهذا النظام. وقد كان لبلنكيت دور رئيسي، إلى جانب آخرين في البرلمان، في إحداث تغييرات جوهرية ضمن "قانون الضحايا والسجناء لعام 2024"، الذي شهد إطلاق سراح 1,800 سجين خاضعين لرخصة "السجن للحماية العامة" من تلك الشروط في تشرين الثاني 2024.

### العودة القصيرة إلى الحكومة

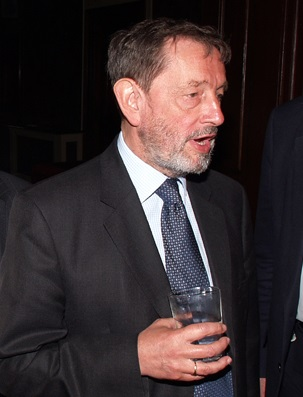
بلانكيت في عام 2009

عقب الانتخابات العامة سنة 2005، عاد ديفيد بلنكيت إلى الحكومة وزيراً للعمل والمعاشات، حيث واجه أزمة معاشات متنامية. قبل الانتخابات بأسبوعين، تولّى بلنكيت منصب مدير في شركة تُدعى "دي إن إيه بايوساينس"، واشترى أسهماً بقيمة 15,000 جنيه إسترليني في الشركة. وبعد سلسلة من الأسئلة المتواصلة على مدى ستة أشهر، طُلب من بلنكيت في 31 تشرين الأول 2005 أن يشرح لماذا لم يستشر اللجنة الاستشارية لتعيينات الأعمال بشأن تولّيه منصب الإدارة. وبعد أن وضع الأسهم في صندوق استئماني مستقل، قال إن الأمناء وافقوا على التخلص من الأسهم.
وادّعى خصوم بلنكيت السياسيون أنّ تولّيه منصب مدير وامتلاكه لأسهم في شركة كانت تنوي التقدّم بعطاءات لعقود حكومية لإجراء اختبارات الأبوة لصالح وكالة دعم الطفل، وهي جزء من وزارة العمل والمعاشات، قد خلق تضارباً في المصالح. وفي 2 تشرين الثاني، أُلغي ظهوره المقرر أمام لجنة مختارة في مجلس العموم في اللحظة الأخيرة، واستُدعي إلى اجتماع في 10 داونينغ ستريت. وفي وقت لاحق من ذلك الصباح، أكّد متحدّث باسم رئيس الوزراء طوني بلير أن بلنكيت قدّم استقالته خلال الاجتماع، قائلاً إنّ موقفه أصبح لا يمكن الدفاع عنه. وأصبح ذلك الحدث محور النقاش في جلسة أسئلة رئيس الوزراء في وقت لاحق من ظهر ذلك اليوم، حيث وصف زعيم حزب المحافظين ميخائيل هوارد الحدث بأنه "بداية الفصل الأخير من إدارة (بلير)".
وقد ثبت لاحقاً أنّ بلنكيت لم يخرق مدونة السلوك الوزاري. ففي 25 تشرين الثاني 2005، بعد استقالته، كتب غَس أودونيل إلى بلنكيت يؤكّد أنه لم يكن هناك تضارب في المصالح، ولا فشل في الإفصاح عن امتلاك بلنكيت لأسهم أو عن صلته القصيرة بالشركة. وكتب أودونيل: "إنّ مسألة الأسهم والصناديق الاستئمانية والتعامل مع المصالح الخاصة مغطّاة على نطاق واسع في القسم الخامس من مدونة السلوك الوزاري. لا يوجد حظر على الوزير أو على أفراد أسرته المباشرين من امتلاك مثل هذه المصالح، لكن عندما يفعلون ذلك، يجب على الوزير أن يضمن عدم حدوث تضارب أو ظهور تضارب بين مهامه العامة ومصالحه الخاصة. وفيما يتعلّق بإدارة مصالحك ومصالح عائلتك، فقد اتّبعتَ الإجراء الصحيح بإبلاغ أمينك الدائم بها. ولم تكن وزارة العمل والمعاشات أو وكالة دعم الطفل في أي علاقة تعاقدية مع شركة دي إن إيه بايوساينس، كما أنّ عقد وكالة دعم الطفل لاختبارات القياس البيومتري لم يكن من المقرر تجديده لعدة سنوات".
كما أكّد أودونيل أنّ اللجنة الاستشارية لتعيينات الوزراء، التي كانت موضع الجدل حتى بداية تشرين الثاني 2005، كانت في الواقع اختيارية. وقد تم تعديل المدونة سنة 2007 لتوضيح أن الإبلاغ قبل قبول أي وظيفة تجارية بعد مغادرة الحكومة مباشرة أصبح إلزامياً كجزء من مدونة السلوك الوزاري.

## الاهتمامات خارج البرلمان
يشغل بلنكيت منصب نائب رئيس المعهد الملكي الوطني للمكفوفين ونائب رئيس جمعية مرضى ألزهايمر، وله روابط وثيقة مع مجموعة من الجمعيات الخيرية (محلياً في شيفيلد وعلى مستوى المملكة المتحدة) بما في ذلك تلك المتعلقة بسرطان الثدي، وهو راعٍ لشبكة أصحاب العمل من أجل المساواة والإدماج. كما أنّه راعٍ لجمعية الأطفال المصابين بصغر أو غياب العين، وهي جمعية خيرية للأطفال الذين يولدون من دون عيون أو بأعين غير مكتملة النمو. إضافة إلى ذلك، شغل سابقاً منصب الرئيس الفخري لمجلس استشاري في جمعية أمن نظم المعلومات (آي إس إس إيه - المملكة المتحدة)، وكان حتى آذار 2015 رئيساً لتحالف الحماية من الهجمات الإلكترونية الدولي غير الربحي.
في تشرين الأول 2010، اقترح بلنكيت إنشاء برلمان لمدينة يوركشير، يمنح الحكم الذاتي للمقاطعة التاريخية، ويُموَّل وفقاً لصيغة تمويل مشابهة لموازنة الجمعية الوطنية الويلزية، مما سيمنح يوركشير موازنة سنوية تُقدَّر بـ 24 مليار جنيه إسترليني تقريباً.
ومن أبرز اهتماماته العمل التطوعي وخدمة المجتمع. ففي سنة 2011، نشر كتيباً يدعو فيه إلى برنامج وطني للتطوّع، وقد حظي بدعم واسع، خصوصاً بين منظمات القطاع الثالث. ومنذ ذلك الحين، بدأ بلنكيت العمل على تأسيس "مؤسسة مستقبل الشباب"، والتي هدفت إلى معالجة معدلات البطالة العالية بين الشباب، وأنهت أعمالها في صيف سنة 2015.
كان بلنكيت من الأصوات الأساسية في الحملة الناجحة لرفض التصويت البديل بين عامي 2010 و2011، قبل استفتاء التصويت البديل سنة 2011، كما تحدث في العام ذاته ضد التعديلات المقترحة من حكومة الائتلاف على حدود الدوائر الانتخابية.
وفي سنة 2012، نشر كتاباً بعنوان في الدفاع عن السياسة - إعادة النظر، عرض فيه مجموعة من المقترحات لتعزيز الثقة في السياسة الديمقراطية وتحسين أدائها. ولاحقاً، مُنح لقب أكاديمي في أكاديمية العلوم الاجتماعية. وفي سنة 2013، أعلنت جامعة شيفيلد أنّ بلنكيت أصبح أستاذاً زائراً في قسم العلوم السياسية، في أول مركز في العالم لفهم السياسة العامة.
من سنة 2012 إلى 2018، كان بلنكيت وصياً على البرنامج التطوعي الحكومي المعروف باسم "خدمة المواطن الوطنية"، وهو برنامج تطوعي لخدمة المجتمع مخصص للمراهقين الذين تتراوح أعمارهم بين 16 و17 عاماً. ومن سنة 2013 إلى 2014، ترأس تحقيقاً برلمانياً بالتعاون مع مؤسسة المساعدات الخيرية حول كيفية تعزيز التبرع للجمعيات الخيرية. وقد صدر التقرير في حزيران 2014، وضم توصيات مثل تضمين قسم "العمل الاجتماعي" في استمارات التقديم الجامعية وإنشاء خدمة استشارات ما بعد التقاعد، لأولئك الذين يرغبون في الاستمرار في العطاء ضمن مجتمعهم بعد إنهاء مسيرتهم المهنية. وقد أدى هذا إلى صدور "قانون خدمة المواطن الوطنية" في سنة 2017.
بين حزيران 2013 وأيار 2014، قاد بلنكيت مراجعة حول الإشراف المحلي على المدارس ورفع المعايير، بطلب من إيد ميليباند وزيرة الظل للتعليم. وقد نُشر تقرير بلنكيت في أيار 2014، ودعا إلى إنشاء مديرين مستقلين جدد لمعايير المدارس يعملون بالتنسيق مع السلطات المحلية. وكان من مهام هؤلاء المديرين العمل على تحقيق مزيد من التناسق في إنشاء المدارس، ورفع المعايير، وتعزيز المساءلة المحلية.
وفي حزيران 2014، أعلن بلنكيت أنّه لن يترشّح في الانتخابات التالية، موضحاً أنّه أدرك أنه لن يعود إلى الصفوف الأمامية. وفي رسالته كتب: "من الواضح أن قيادة الحزب ترغب برؤية وجوه جديدة في المناصب الوزارية، وقطع واضح مع الماضي".

## المسيرة المهنية اللاحقة
في عام 2013، انضم بلانكيت إلى المجلس الاستشاري لشركة "أوراكل كابيتال غروب" للاستشارات العالمية للثروات، واستمر في هذا الدور حتى عام 2017.
أصبح بلانكيت في عام 2015 رئيساً لصندوق "ديفيد روس" التعليمي، وهو أحد أكبر الصناديق التعليمية متعددة الأكاديميات في بريطانيا، ويموله مؤسس شركة "كارفون ويرهاؤس" ديفيد روس. وقد استقال في عام 2017، مع عدد من أعضاء مجلس الإدارة الآخرين، عندما رفض الممول الاعتراف بمشكلات كبيرة أُثيرت بشأن إجراءات الحوكمة، وقيامه بعرقلة مراجعة مستقلة كان بلانكيت والمديرة التنفيذية آنذاك ويندي مارشال قد بادروا بإطلاقها.
عُيّن بلانكيت أستاذاً في "العلوم السياسية التطبيقية" في جامعة شيفيلد في حزيران 2015. وفي عام 2017، حصل على دكتوراه فخرية من جامعة هادرسفيلد تقديراً لخدماته في مجالي الحكومة والتعليم.
في عامي 2021–2022، كلّف السير كير ستارمر بلانكيت برئاسة "مجلس مستشاري المهارات" لإعداد تقرير رئيسي حول المهارات، نُشر في تشرين الأول 2022 بعنوان: "التعلّم والمهارات من أجل التعافي الاقتصادي، والتماسك الاجتماعي، وبريطانيا أكثر عدلاً". وقد ساعد هذا التقرير في تشكيل الأساس لأجندة المهارات لدى حكومة ستارمر القادمة، بما في ذلك إنشاء "مهارات إنجلترا".

## الكتابة، والخطابة، والظهور التلفزيوني
في عام 2001، نشر بلانكيت كتابه "السياسة والتقدّم: تجديد الديمقراطية والمجتمع المدني". وفي تشرين الأول 2006، نُشرت مذكراته الصوتية في كتابه "أشرطة بلانكيت: حياتي في حفرة الدببة". توثّق هذه الأشرطة فترته كوزير في مجلس الوزراء حتى التاريخ الحاضر، وتقدّم لمحات عن آلية عمل مجلس وزراء حزب العمّال. كانت تُسجَّل أسبوعياً، وتحتوي على آرائه حول ما كان يحدث في المجلس آنذاك، إلى جانب تأملات آنية وأفكار لاحقة عن تلك الأحداث. كما نشر مذكرات طريفة متمحورة حول كلبه بعنوان "في يوم صافٍ"، صدرت عن دار "مايكل أو مارا بوكس" عام 1995.
شارك بلانكيت أيضاً في تأليف عدد من المنشورات، منها "البناء من القاعدة" (1982)، ونشرته جمعية فابيان، و"الديمقراطية في أزمة" (1987)، الذي نشرته دار "هوغارث"، والذي وصف فيه الصراع بين الحكومة المحلية والمركزية خلال سنوات حكم تاتشر. كما ساهم بفصول في العديد من الكتب المتعلقة بالسياسة والسياسات الاجتماعية، وشارك أيضاً في إعداد أوراق بحثية مع جامعة شيفيلد. ومن منشوراته الأخرى: "سلالم للخروج من الفقر" عام 2006، و"العمل التشاركي، الهدف المشترك" عام 2009 (يتعلق بالقطاع التطوعي).
ساهم بلانكيت بفصل في منشور عام 2025 بعنوان "المساواة في الفُرص: رؤى جديدة للنمو والتقدّم"، حرّره غرايم آذرتون وبيتر جون.
خارج نطاق السياسة، يتمتع بلانكيت بمسيرة كمتحدّث مشهور في المؤتمرات والمناسبات بعد العشاء. وتذكر وكالة الحجز الخاصة به JLA أن مواضيع خطاباته تشمل: "المشهد السياسي، التغلب على الشدائد، المسؤولية الاجتماعية، والتنوّع". كما قدّم محاضرات وساهم في مناظرات في "معهد الفن والأفكار".
ظهر بلانكيت في العديد من البرامج الإذاعية والتلفزيونية. شارك في نسخة المشاهير من برنامج "ماسترمايند"، وكان موضوعه المتخصص هو سلسلة هاري بوتر. وقد جاء في المركز الأخير برصيد 11 نقطة. وظهر في سلسلة الأفلام الوثائقية "بانغد آب" التي عرضتها قناة فايف عام 2008. كما شارك كشيف مشاهير في مواجهة غوردن رامزي، في الحلقة الرابعة من الموسم الرابع من البرنامج البريطاني The F Word. وفي عام 2018، شارك بلانكيت في نسخ أعياد الميلاد من برنامج تحدي الجامعة، ممثلاً عن جامعة شيفيلد.

## الحياة الشخصية

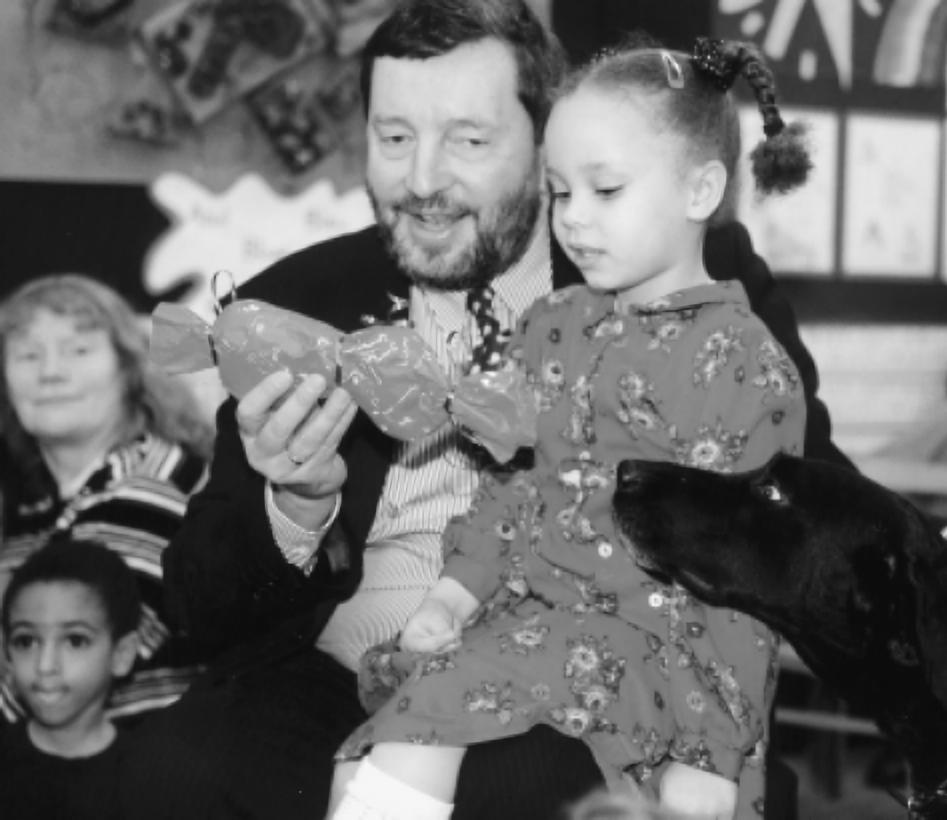
كلبة بلانكيت المرشدة لوسي تتلقى هدية في حضانة أطفال، عام 1999

طلّق بلانكيت زوجته روث ميتشل، التي عاش معها لمدة 20 عاماً وأنجب منها ثلاثة أبناء، في عام 1990. وفي عام 2004، كشفت صحيفة "نيوز أوف ذا وورلد" عن علاقة استمرّت ثلاث سنوات بينه وبين كيمبرلي كوين، وهي ناشرة سابقة لمجلة "ذا سبكتيتور" وكانت متزوجة آنذاك، بالإضافة إلى جدل حول نسب طفلها البالغ حينها عامين. وبعد فترة طويلة من التكهنات الصحفية، أظهرت اختبارات الحمض النووي أن بلانكيت هو والد الطفل. وفي عام 2005، أطلقت صحيفة "ذا بيبول" سلسلة من التكهنات الإعلامية حول علاقة مزعومة بين بلانكيت وامرأة شابة. وقد اعتذرت الصحيفة لاحقاً، معترفة بأن القصة كانت زائفة بالكامل.
في كانون الثاني 2009، أعلن بلانكيت خطوبته على مارغريت ويليامز، وهي طبيبة في شيفيلد. وتزوّجا في العام ذاته.
أصبحت كلاب الإرشاد الخاصة ببلانكيت — روبي، وتيدي، وأوفا، ولوسي، وسادي، وكوزبي، وبارلي — شخصيات مألوفة في مجلس العموم ومجلس اللوردات، حيث كانت غالباً ما تنام عند قدميه على أرضية القاعة، مما ألهم بعض التعليقات العرضية من بلانكيت وزملائه من النواب من كلا الجانبين. في إحدى الحوادث، تقيأت لوسي (وهي هجينة بين لابرادور أسود وكلب ذو فرو مجعّد) أثناء خطاب لعضو حزب المحافظين ديفيد ويلتس. وفي مناسبة أخرى، قاد كلبه الجديد للإرشاد طريقه إلى مقاعد حزب المحافظين.
أُصيب بلانكيت بأزمة قلبية في 25 تمّوز 2024 أثناء قضائه عطلة في إيطاليا، ونُقل على وجه السرعة إلى المستشفى حيث خضع لزرع دعامات. وتلقى لاحقاً علاجاً إضافياً مكثفاً بعد عودته إلى شيفيلد.

## في الثقافة الشعبية
تمّ تجسيد شخصية بلانكيت من قِبل فيل كورنوال في فيلم "ريد نوز أوف كوريج" الذي قدّمه برنامج "ذا كوميكس تريب بريزنتس" عام 1992. كما تمّ تجسيده في الحلقة الأولى من الموسم الثالث (بعنوان "أخطر من الأنثى") من مسلسل "ألتيميت فورس" الذي عرضته قناة "آي تي في". وظهر بلانكيت في المشهد الختامي باعتباره "وزير الداخلية"، حيث أُظهرت قدماه وكلبه المرشد أثناء وصولهما لتهنئة فرقة "ريد ترووب" على نجاح العملية. وقد جرى أيضًا تقليده في المسلسل الكوميدي التلفزيوني "بيليف نَثينغ".
كتب الساخر أليستير بيتون الفيلم التلفزيوني "أ فيري سوشال سيكريتاري" لالقناة الرابعة البريطانية، وقد بُث في تشرين الأول 2005، ولعب دور بلانكيت الممثل برنارد هيل. يظهر بلانكيت بانتظام في برامج الأخبار والمجلات التلفزيونية، كما كان محور إحدى حلقات برنامج "المنزل الذي نشأت فيه".

## فهرس
- البناء من القاع (1982)، نشرته جمعية فابيان

## روابط خارجية
استقالة من منصب وزير الداخلية
- أخبار بي بي سي المتعمقة - استقالة بلانكيت
- نص بيان استقالة ديفيد بلانكيت
- تقرير بود (التتبع السريع للتأشيرة)
- تقرير ماور (الاستخدام غير المناسب لتذكرة السكك الحديدية الممولة من دافعي الضرائب)
- استقالة وزير الداخلية البريطاني وسط فضيحة

معركة الأبوة
- "بلانكيت لم يُنجب طفلاً" - بي بي سي نيوز

| المناصب السياسية |                                |
| ---------------- | ------------------------------ |
| خَلَفَه جورج ويلسون | زعيم مجلس مدينة شِفيلد1980–1987 |

| خَلَفَتْه جيليان شيبارد | وزير الدولة للتعليم والتوظيف1997–2001 | خَلَفَتْه إستيل موريس كوزيرة الدولة للتعليم والمهارات |
| خَلَفَه جاك سترو | وزير الداخلية2001–2004 | خَلَفَه تشارلز كلارك |
| خَلَفَه آلان جونسون | وزير الدولة للعمل والمعاشات2005 | خَلَفَه جون هَتون |
| برلمان المملكة المتحدة |                                                          |
| ---------------------- | -------------------------------------------------------- |
| خَلَفَتْه جوان مينارد      | عضو البرلمان عن دائرة شِفيلد برايتسايد1987–2010           |
| دائرة جديدة            | عضو البرلمان عن دائرة شِفيلد برايتسايد وهيلزبورو2010–2015 |

| المناصب الحزبية |                          |
| --------------- | ------------------------ |
| خَلَفَه توني كلارك | رئيس حزب العمّال1993–1994 |

| ترتيب الأسبقية في المملكة المتحدة |                          |
| --------------------------------- | ------------------------ |
| خَلَفَه اللورد كين أوف إيلي          | بارون في المملكة المتحدة |

 المملكة المتحدة